# Diego Villalobos
Diego Villalobos Carrillo, född 25 mars 2005, är en mexikansk konstsimmare.

## Karriär
I december 2021 vid panamerikanska spelen för juniorer i Cali tog Villalobos silver i mixat par tillsammans med Ximena Ortiz.
I juli 2023 vid VM i Fukuoka tog Villalobos silver tillsammans med Itzamary González i det fria programmet för mixade par, vilket var Mexikos första VM-medalj genom tiderna i konstsim. I februari 2024 vid VM i Doha tog han brons tillsammans med Trinidad Meza i det fria programmet för mixade par samt brons tillsammans med Miranda Barrera i det tekniska programmet för mixade par.
Vid VM 2025 i Singapore tog Villalobos brons i det tekniska soloprogrammet.